# Diego Gelmírez
Diego Gelmírez (Gelmires en portuguès, Xelmírez en gallec modern) (Padrón, ~1065 - Santiago de Compostel·la, ~1140) fou bisbe de Santiago de Compostel·la i després primer arquebisbe de la nova arxidiòcesi (1100-~40).
Seguint l'exemple del seu antecessor, Dalmau, continuà la influència de Cluny en l'església gallega i l'afavorí, i s'envoltà de clergues francesos. Va escriure en llatí la Història Compostel·lana (cap a 1139), és a dir, De rebus gestis D. Didaci Gelmirez, primi Compostellani Archiepiscopifets (Fets de D. Diego Gelmírez, Primer Arquebisbe de Santiago).
Gràcies a la seva bona relació amb l'Orde de Cluny i el seu estret i constant contacte amb Roma obtingué la dignitat arquebisbal per a Santiago (1119). Tot seguit topà amb l'oposició de l'arquebisbe Bernat de Toledo o de Sedirac, sobretot quan Gelmírez pretengué la primacia de les Espanyes, basant-se en l'apostolicitat de la seva seu, pel fet que tenia la tomba de l'apòstol sant Jaume. No obtingué la primacia, però sí la independència de Toledo i la subjecció immediata a Roma.
Les seves bones relacions amb el rei Alfons VII van facilitar que li atorgaren amplis poders eclesiàstics, administrar justícia o (fet insòlit a l'Espanya cristiana) encunyar moneda a Santiago.
En el camp polític oscil·là moltes vegades entre la reina Urraca I de Lleó i el petit Alfons VII de Lleó, cosa que li comportà enfrontaments amb la reina i amb els nobles, fins al punt que el seu palau episcopal fou saquejat i ell fou tancat en una torre amb la reina i assetjat pel poble.
Els pelegrinatges europeus a la catedral de Sant Jaume de Galícia foren àmpliament estimulats gràcies al seu zel i a l'ajut dels abats de Cluny.